# Constantin Moruzi
Constantin Moruzi (n. 1730, Constantinopol, Imperiul Otoman – d. 1 mai 1787, Constantinopol, Imperiul Otoman) a fost domn în Moldova între octombrie 1777 și 8 iunie 1782.

## Biografie
Constantin Moruzi s-a născut la Constantinopol, fiind fiul marelui postelnic Dimitrie Moruzi și al Sultanei Moruzi, fiica lui Nicolae Mavrocordat, domn în Moldova și Țara Românească. A fost căsătorit cu Smaragda Ghica, fiica lui Dumitru Sulgearoglu și a Ecaterinei Ghica, și a avut 10 copii: 
- Alexandru (1750–1816), căsătorit cu Zoe Rosetti-Răducanu,
- Dumitru (1768–1812), căsătorit cu Eufrosina Suțu, mare dragoman la 1808, este cel care semnează tratatul prin care Basarabia era cedată Rusiei, motiv pentru care a fost decapitat din ordinul sultanului. Unul din nepoții săi, Dimitri Stuart, va fi primul ambasador al Imperiului Rus în România, în timp ce altul, Alexandru Stuart, va întemeia Muzeul Național de Etnografie și Istorie Naturală din Chișinău.
- Ecaterina (1757–25 februarie 1835), căsătorită la București, la 3 iulie 1773, cu Vistiernicul Alexandru (Săndulache) Sturdza (n. 1758 - d.07.06.1831), fiul lui Ștefan Sturdza și a Ruxandrei Mamona[2], văr al domnitorilor Moldovei, Ioniță Sandul Sturdza și Dimitrie Sturdza[3][4].
- Sultana (1762–1839), căsătorită cu Scarlat Sturdza,
- George (?–1796), mare dragoman în perioada 1792-1796, exilat în Cipru în 1796 unde este executat din ordinul sultanului,
- Elena (?–1801), căsătorită cu Ion Rosetti,
- Anastasia (?–1846), căsătorită cu Lucas Argyropol,
- Ruxandra, căsătorită cu Ion Callimachii (1781–1821), fost mare terziman al Porții, fiul lui Alexandru Callimachi,
- Panait (1778–1812), decapitat din ordinul sultanului pentru rolul avut în cedarea Basarabiei,
- Ralu (1779–1839), căsătorită cu postelnicul Grigore Caliarchi.

## Domnie
Înainte de domnie a fost comis în Moldova (1757), mare postelnic în Țara Românească (1761) și mare dragoman al Porții în perioada 1774-1777, în care calitate contribuie la uciderea lui Grigore al III-lea Ghica, în octombrie 1777, pentru a-i lua locul. Poarta îl confirmă ca domn, intenționând astfel să rupă pacea zdrobitoare de la  Cuciuc-Cainargi din 1774.
Ca om de încredere al turcilor, Moruzi pune un zel deosebit la aprovizionarea oștilor turcești, aprovizionare care reprezenta prădarea țării pe de o parte, iar pe de altă parte trimite un emisar la Viena pentru a spiona Austria și lucrează conform instrucțiunilor lui Frederic II cel Mare, la o apropiere între Prusia, Turcia și Rusia, contra Habsburgilor, ceea ce îi garantează tronul. În ceea ce privește conducerea internă a țării, el pare să se fi preocupat de starea economică a Moldovei. În timpul aprovizionării turcilor, el a protestat împotriva abuzurilor făcute de aceștia, iar în problema importului de rachiu din Polonia, cu toate protestele acesteia și cu toate că visteria domnească avea pierderi datorită neîncasării taxelor vamale, el închide granițele, favorizând facerea de velnițe în țară și oprind înstrăinarea unei mari sume de bani. Aceste decizii, l-au evidențiat față de ceilalți domni fanarioți.
Deși conducea țara destul de bine, Constantin nu era sigur de tron. Rusia nu-l agrea și s-a plâns la Poartă de modul în care a fost primit în Moldova consulul rus din București, iar Poarta nu dorea să respecte tratatul de la Cainargi. În consecință, Constantin este mazilit și este înlocuit cu Alexandru I Mavrocordat. Totuși, familia lui a continuat să joace un rol important în politică, fiul său, Alexandru ajungând la rându-i domn în Moldova și în Țara Românească, în mai multe rânduri. A murit la Constantinopol.